# Manfred Henne
Manfred Henne (* 11. Juni 1944 in Ebingen) ist ein ehemaliger deutscher Mittelstreckenläufer, der sich auf die 800-Meter-Distanz spezialisiert hatte und heutiger Schriftsteller.

## Sportlicher Werdegang
1970 gewann er mit der bundesdeutschen Mannschaft bei den Leichtathletik-Halleneuropameisterschaften in Wien Bronze in der gemischten Staffel. Insgesamt startete er dreimal im Nationaltrikot.
Bei Deutschen Meisterschaften war der sechste Platz über 800 Meter 1968 seine beste Platzierung in einem Einzelwettbewerb. 1970 siegte er zusammen mit Günter Mayer, Hartmut Potschka und Walter Adams in der 4-mal-800-Meter-Staffel. Sowohl 1969 als auch 1970 gewannen Henne und Adams den Deutschen Hallenmeistertitel in der 3-mal-1000-Meter-Staffel; 1969 war Wolfgang Mayer, 1970 Günter Mayer der dritte Mann.
Seine Bestzeit von 1:48,3 min über 800 Meter stellte Henne am 24. Juni 1970 in Koblenz auf.
Henne startete von 1964 bis 1968 für die TSG Balingen und ab 1969 für den SV Salamander Kornwestheim.

## Privates
Henne ist gelernter Schriftsetzer, Schriftsteller und ehrenamtlicher Beauftragter für das Landesamt für Denkmalpflege Baden-Württemberg im Bereich Landesarchäologie.
Er ist verheiratet und hat zwei Kinder. Sein Bruder Alois Henne war von 1980 bis 2007 Bürgermeister von Sigmaringendorf. Sein Neffe Matthias Henne ist seit 2020 Oberbürgermeister von Bad Waldsee, dessen Bruder Johannes Henne Bürgermeister von Immenstaad am Bodensee.

## Werke
- Das Konzentrationslager Heuberg in Stetten am kalten Markt, erste Verfolgungen 1933 in Württemberg-Hohenzollern, 7. August 2024, Verlag Regionalkultur, ISBN 9783955054809
- Wilhelm Boger, Die Bestie von Auschwitz, 4. März 2024, Verlag Regionalkultur, ISBN 9783955054496
- Von unermesslichen Wiesenorten will ich sprechen, Die Massaker in den Fosse Ardeatine und Sant’Anna di Stazzema, 22. April 2023, Europa Edizioni, ISBN 9791220137751
- Schatten und Licht, Prosagedichte mit Bildern, 12. November 2021, GHV, ISBN 9783873367272
- Im Lauf der Zeit, Ereignisse, Lebenswege, Sprüche und Stammtafeln aus Württemberg, 13. November 2020, GHV, ISBN 9783873366909
- Leben, Landschaft, Jahreslauf, Gedichte
- Der Weißdorn des Grafen Eberhard, Gedichte und Prosa
- Versteinerte Zeit, Gedichte und Prosa
- Otto Mauthe und die Euthanasie in Grafeneck
- Römische Impressionen – Streifzüge durch die Antike
- Doch es kehret umsonst nicht unser Bogen, woher er kommt, Lyrik und Prosa
- Das Unternehmen Wüste und die Konzentrationslager im Zollernalbkreis
- Ilse Koch – Kommandeuse von Buchenwald – Eine Darstellung des Bösen
- Vergangenes im Gegenwärtigen, Eine Kindheit und Jugend, 2023
- Vergangenes im Gegenwärtigen, Auf den Spuren einer Jugend, 2024
- Sepp Dietrich – Der beschränkte SS-General und Konstantin von Neurath – Eine Nazi-Karriere
- Der unendlichen Worte nächtlich beladener Kahn – Schreiben gegen das Vergessen